# Sainte-Croix-sur-Buchy
Pour les articles homonymes, voir Sainte-Croix et Buchy.
Sainte-Croix-sur-Buchy est une commune française située dans le département de la Seine-Maritime en région Normandie.

## Géographie

### Description

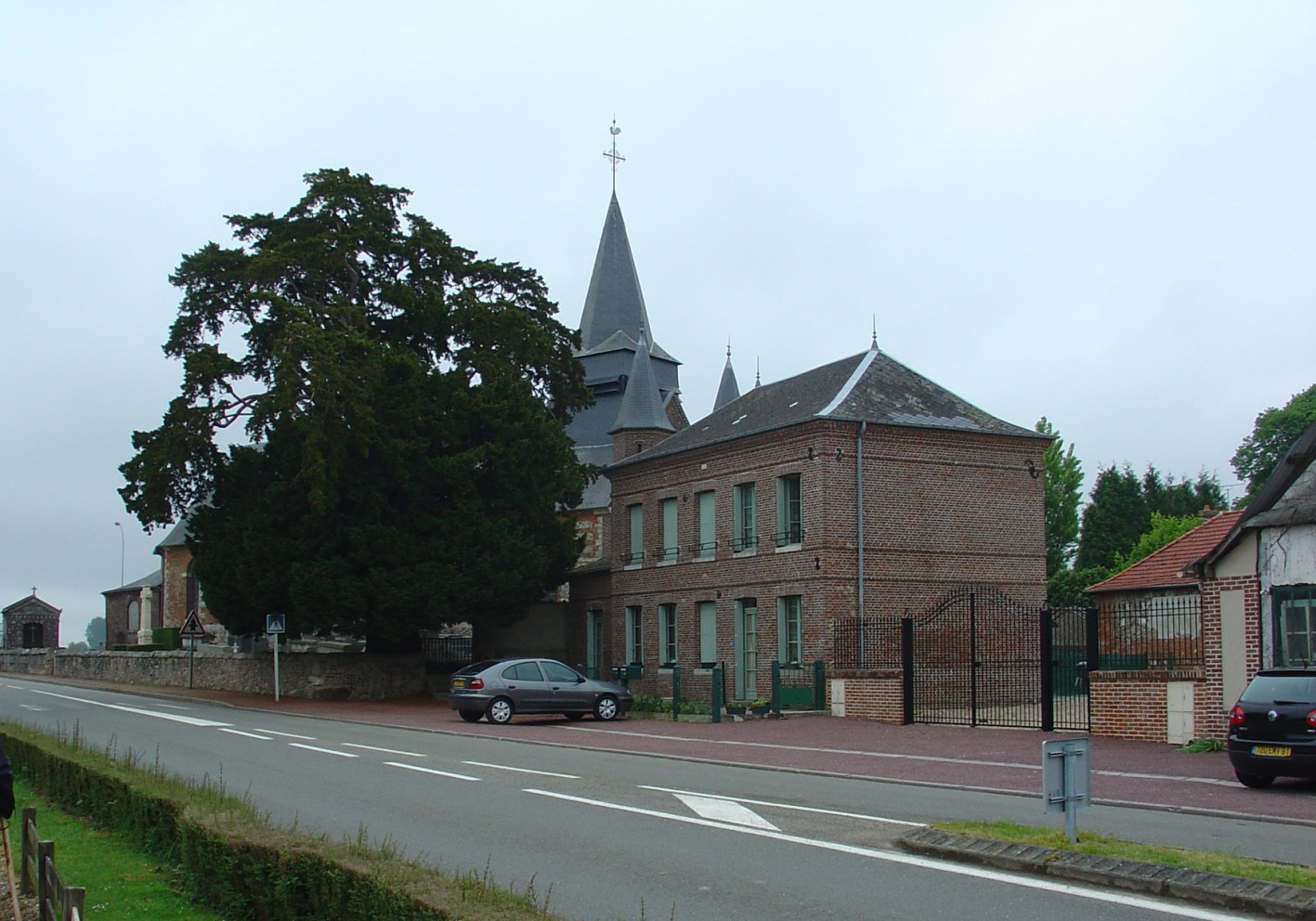
Le centre de la commune.

Commune au nord-est de Rouen, située entre les pays de Bray et de Caux. Distance de Rouen : 25 km ; de Forges-les-Eaux : 15 km.

### Communes limitrophes
| Estouteville-Écalles       | Buchy                  | Bosc-Roger-sur-Buchy |
| Vieux-Manoir               | Sainte-Croix-sur Buchy | Héronchelles         |
| Saint-Germain-des-Essourts |                        | Ernemont-sur-Buchy   |

### Hydrographie
La commune est située dans le bassin Seine-Normandie. Elle n'est drainée par aucun cours d'eau,. Néanmoins un plan d'eau est présent sur le territoire communal : l'étang (0,13 ha),.

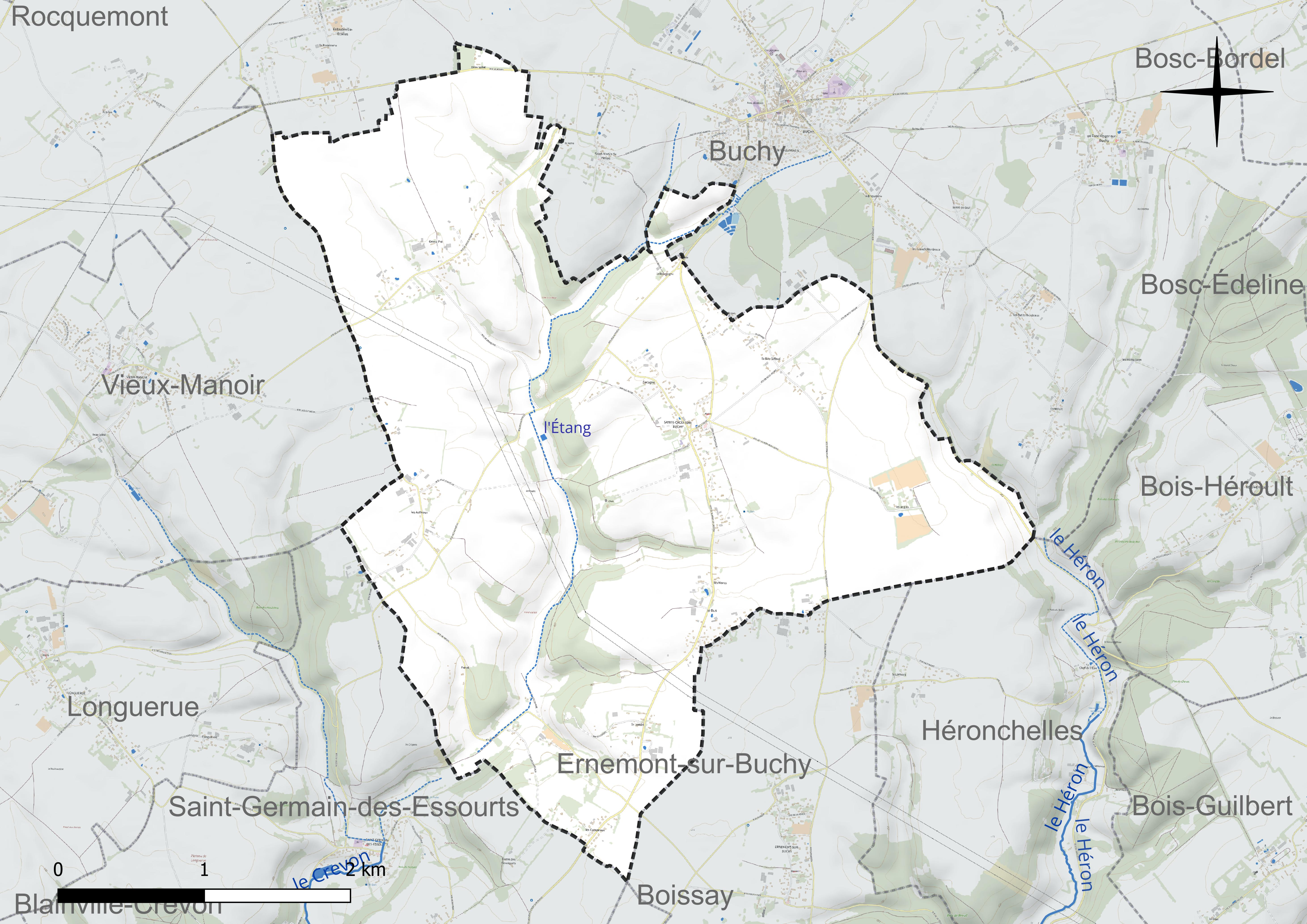
Réseau hydrographique de Sainte-Croix-sur-Buchy.

### Climat
Pour des articles plus généraux, voir Climat de la Normandie et Climat de la Seine-Maritime.
En 2010, le climat de la commune est de type climat océanique dégradé des plaines du Centre et du Nord, selon une étude du CNRS s'appuyant sur une série de données couvrant la période 1971-2000. En 2020, Météo-France publie une typologie des climats de la France métropolitaine dans laquelle la commune est exposée à un climat océanique et est dans la région climatique Côtes de la Manche orientale, caractérisée par un faible ensoleillement (1 550 h/an) ; forte humidité de l’air (plus de 20 h/jour avec humidité relative > 80 % en hiver), vents forts fréquents. Parallèlement le GIEC normand, un groupe régional d’experts sur le climat, différencie quant à lui, dans une étude de 2020, trois grands types de climats pour la région Normandie, nuancés à une échelle plus fine par les facteurs géographiques locaux. La commune est, selon ce zonage, exposée à un « climat maritime », correspondant au Pays de Caux, frais, humide et pluvieux, légèrement plus frais que dans le Cotentin.
Pour la période 1971-2000, la température annuelle moyenne est de 9,9 °C, avec une amplitude thermique annuelle de 14,2 °C. Le cumul annuel moyen de précipitations est de 883 mm, avec 13,4 jours de précipitations en janvier et 8,9 jours en juillet. Pour la période 1991-2020, la température moyenne annuelle observée sur la station météorologique la plus proche, située sur la commune de Forges-les-Eaux à 15 km à vol d'oiseau, est de 10,7 °C et le cumul annuel moyen de précipitations est de 860,1 mm,. Pour l'avenir, les paramètres climatiques de la commune estimés pour 2050 selon différents scénarios d’émission de gaz à effet de serre sont consultables sur un site dédié publié par Météo-France en novembre 2022.

## Urbanisme

### Typologie
Au 1er janvier 2024, Sainte-Croix-sur-Buchy est catégorisée commune rurale à habitat dispersé, selon la nouvelle grille communale de densité à sept niveaux définie par l'Insee en 2022.
Elle est située hors unité urbaine. Par ailleurs la commune fait partie de l'aire d'attraction de Rouen, dont elle est une commune de la couronne,. Cette aire, qui regroupe 317 communes, est catégorisée dans les aires de 200 000 à moins de 700 000 habitants,.

### Occupation des sols
L'occupation des sols de la commune, telle qu'elle ressort de la base de données européenne d’occupation biophysique des sols Corine Land Cover (CLC), est marquée par l'importance des territoires agricoles (90,9 % en 2018), une proportion identique à celle de 1990 (90,9 %). La répartition détaillée en 2018 est la suivante : 
terres arables (61,8 %), prairies (27,3 %), forêts (9,1 %), zones agricoles hétérogènes (1,8 %). L'évolution de l’occupation des sols de la commune et de ses infrastructures peut être observée sur les différentes représentations cartographiques du territoire : la carte de Cassini (XVIIIe siècle), la carte d'état-major (1820-1866) et les cartes ou photos aériennes de l'IGN pour la période actuelle (1950 à aujourd'hui).

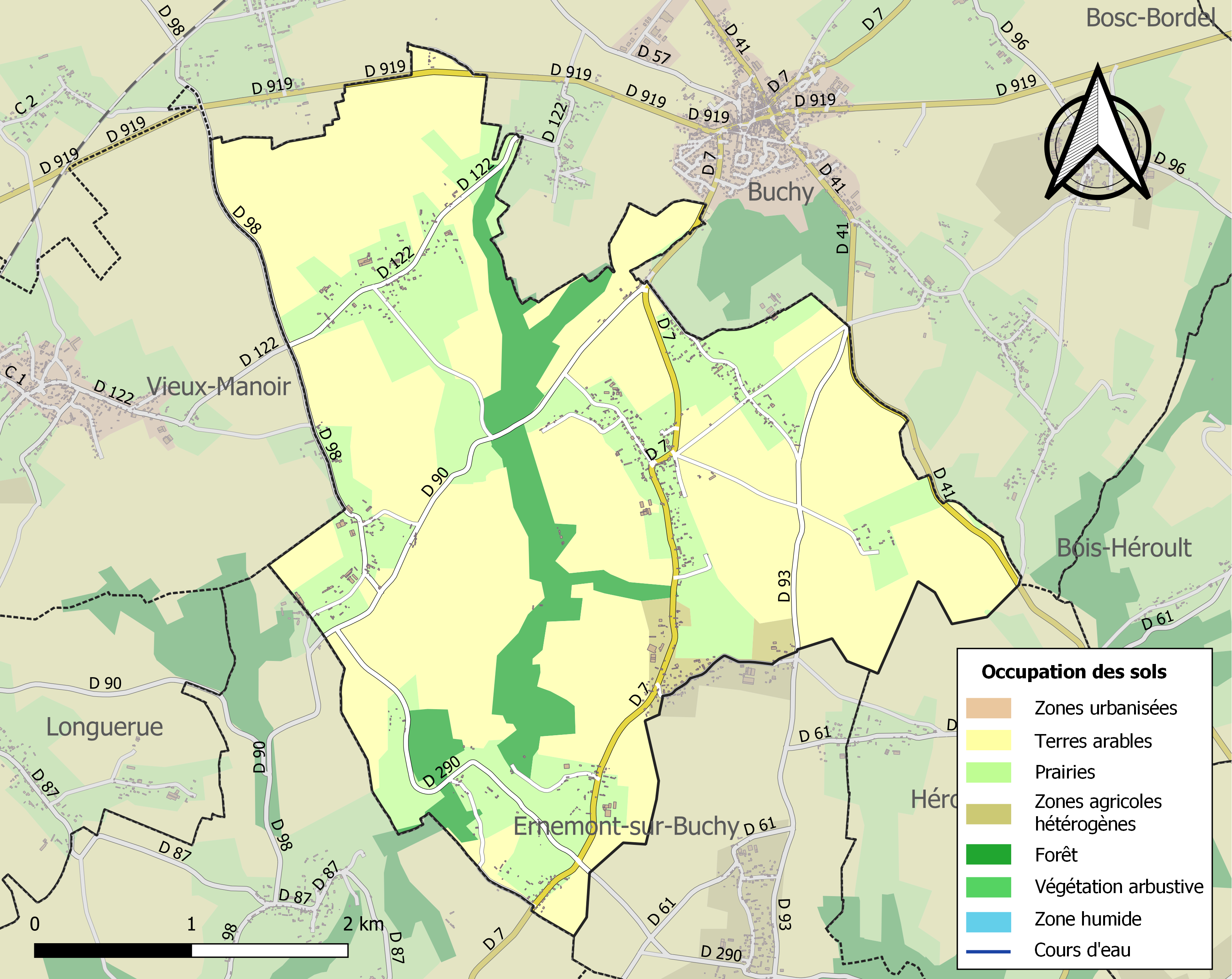
Carte des infrastructures et de l'occupation des sols de la commune en 2018 (CLC).

### Hameaux et écarts
La commune compte plusieurs hameaux : Cocagne et Authieux, ancienne paroisse rattachée à Sainte-Croix en 1825, en continuité du village, la Rue Giffard et Bellefosse, Les Mares et le Fond Barbot.

## Toponymie
Le nom de la localité est attesté sous les formes de Sancta Resurrectione au XIIe siècle, Ecclesia sanctae Resurrectionis vers 1240, de Sancta Surratione en 1244, Sainte Crois en 1319, Sancta Resurrectio en 1337, Parrochia Saint Croix près Buchy en 1487, Sainte Croix sur Buchy en 1715.
Sainte-Croix est un nom propre employé comme patronyme et toponyme. Il est inspiré de la Sainte Croix, dite également Vraie Croix, qui est la croix sur laquelle Jésus-Christ aurait été crucifié.
Sainte-Croix est limitrophe de la commune de Buchy.

## Politique et administration
| Période                                  | Période                   | Identité                                           | Étiquette | Qualité            |
| ---------------------------------------- | ------------------------- | -------------------------------------------------- | --------- | ------------------ |
| Les données manquantes sont à compléter. |                           |                                                    |           |                    |
|                                          | 1875                      | François Eugène Auguste Ernest de BRAY (1801-1875) |           | Propriétaire       |
| 1937                                     | 1977                      | Georges MATURANé le 16 décembre 1889.              |           | Agriculteur        |
| avant 1989                               |                           | Roland LACAISSE                                    |           |                    |
| mars 2001                                | mai 2020                  | Béatrice DROUIN                                    |           |                    |
| mai 2020,                                | En cours (au 13 mai 2021) | Patrice NION                                       |           | Menuisier retraité |

## Population et société

### Démographie
L'évolution du nombre d'habitants est connue à travers les recensements de la population effectués dans la commune depuis 1793. Pour les communes de moins de 10 000 habitants, une enquête de recensement portant sur toute la population est réalisée tous les cinq ans, les populations de référence des années intermédiaires étant quant à elles estimées par interpolation ou extrapolation. Pour la commune, le premier recensement exhaustif entrant dans le cadre du nouveau dispositif a été réalisé en 2007.

En 2022, la commune comptait 672 habitants, en évolution de −3,17 % par rapport à 2016 (Seine-Maritime : +0,35 %, France hors Mayotte : +2,11 %).
| 1793 | 1800 | 1806 | 1821 | 1831 | 1836 | 1841 | 1846 | 1851 |
| ---- | ---- | ---- | ---- | ---- | ---- | ---- | ---- | ---- |
| 628  | 580  | 481  | 523  | 690  | 662  | 702  | 660  | 661  |

| 1856 | 1861 | 1866 | 1872 | 1876 | 1881 | 1886 | 1891 | 1896 |
| ---- | ---- | ---- | ---- | ---- | ---- | ---- | ---- | ---- |
| 634  | 673  | 720  | 753  | 760  | 597  | 680  | 641  | 564  |

| 1901 | 1906 | 1911 | 1921 | 1926 | 1931 | 1936 | 1946 | 1954 |
| ---- | ---- | ---- | ---- | ---- | ---- | ---- | ---- | ---- |
| 551  | 515  | 502  | 509  | 529  | 510  | 503  | 564  | 535  |

| 1962 | 1968 | 1975 | 1982 | 1990 | 1999 | 2006 | 2007 | 2012 |
| ---- | ---- | ---- | ---- | ---- | ---- | ---- | ---- | ---- |
| 520  | 438  | 460  | 462  | 512  | 545  | 655  | 671  | 683  |

| 2017 | 2022 | - | - | - | - | - | - | - |
| ---- | ---- | - | - | - | - | - | - | - |
| 697  | 672  | - | - | - | - | - | - | - |

### Enseignement
L'école primaire, l'école maternelle ainsi que la cantine scolaire se trouvent toutes les trois au même endroit.

### Culture
La commune dispose de la bibliothèque Les mots passants, qui doit être réinstallée en 2021 dans les locaux de l'ancien presbytère, classé monument historique et réhabilté à cette occasion.

### Manifestations culturelles et festivités
Le comité des fêtes de Sainte-Croix-sur-Buchy organise chaque année une Fête de la moto dont l'édition 2021 est envisagée les 11 et 12 septembre 2021 si les conditions sanitaires le permettent

## Culture locale et patrimoine

### Lieux et monuments
- Mairie.
- Presbytère  Classé MH (2014), acquis par la commune en 203. Ce bâtiment en briques rouges a été le presbytère de la paroisse, puis une école, un logement avant d'être réhabilité en 2021 pour devenir la bibliothèque-médiathèque de Sainte-Croix[15].
- Église du XVIe siècle, dont une partie a été reconstruite en 1725[15]
- Château des Tilleuls, qui ne peut être vu de la voie publique[15].
- Chapelle  Saint-Médard-Saint-Godard des Authieu[15].
- L'if pluriséculaire du cimetière de Sainte-Croix-sur-Buchy,  Site classé (1939)[30].
Arbre remarquable, il mesure 4,90 mètres et est placé à 1,30 mètre du sol.

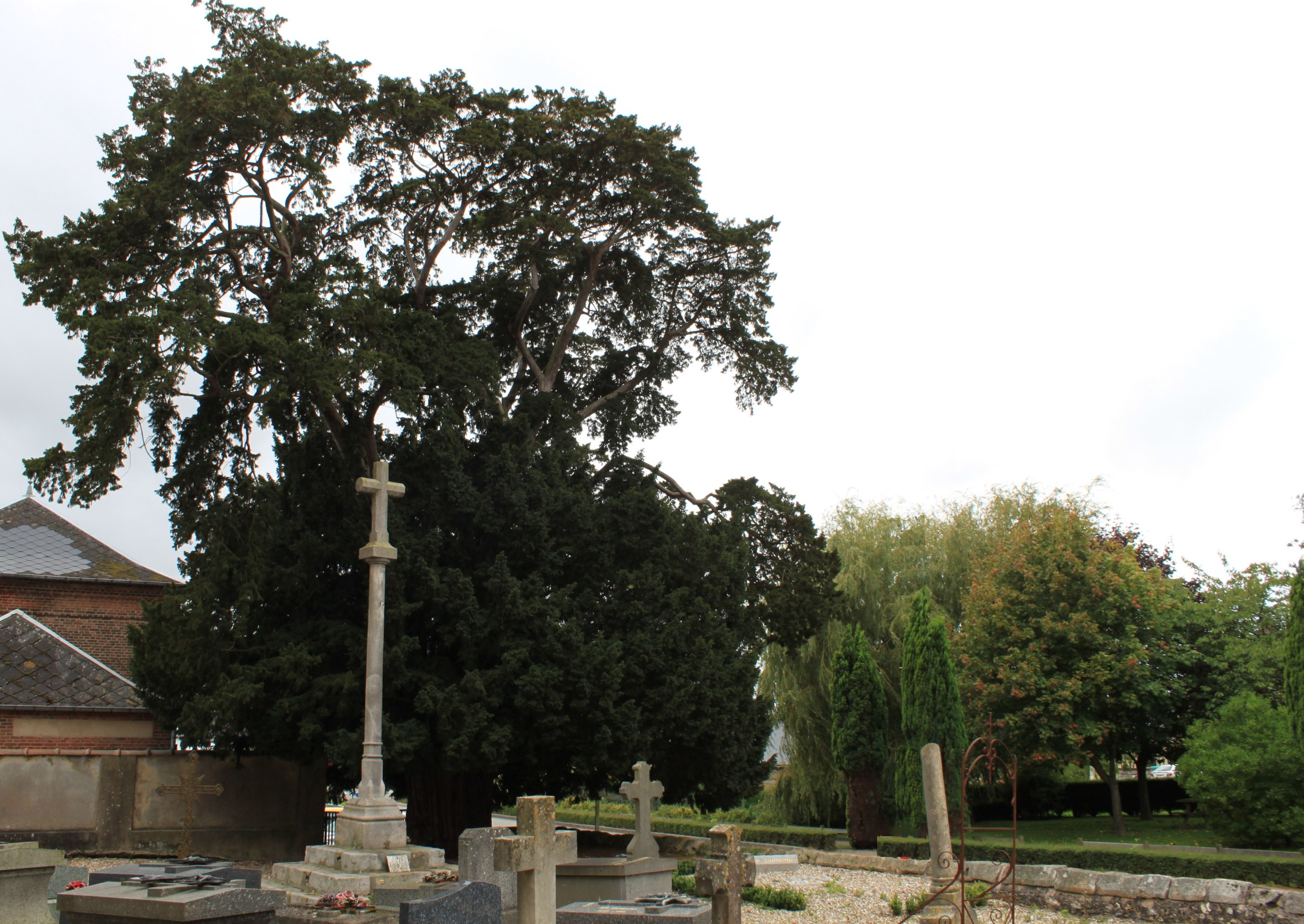
If,  Site classé (1939)
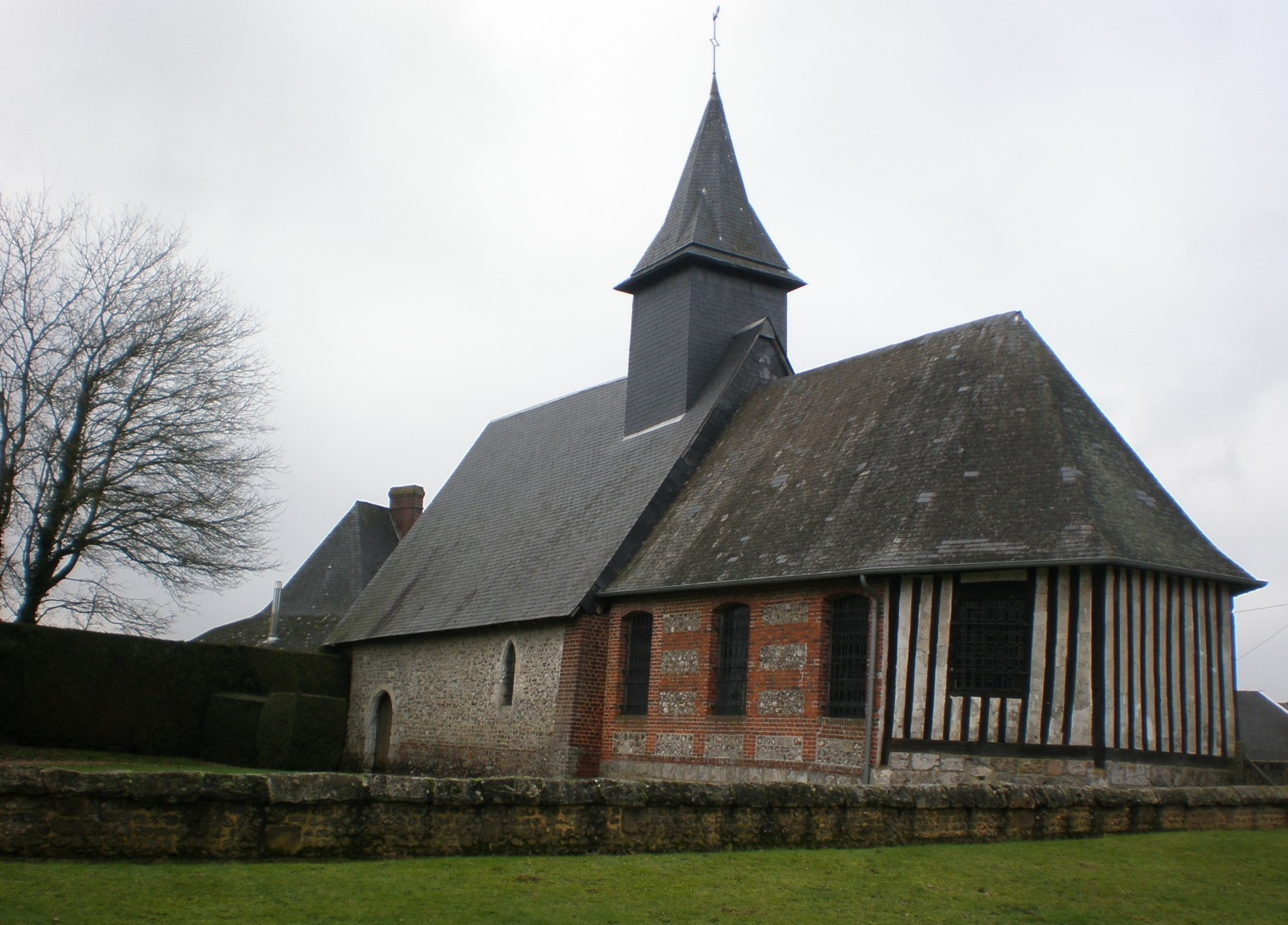
Chapelle des Authieux.
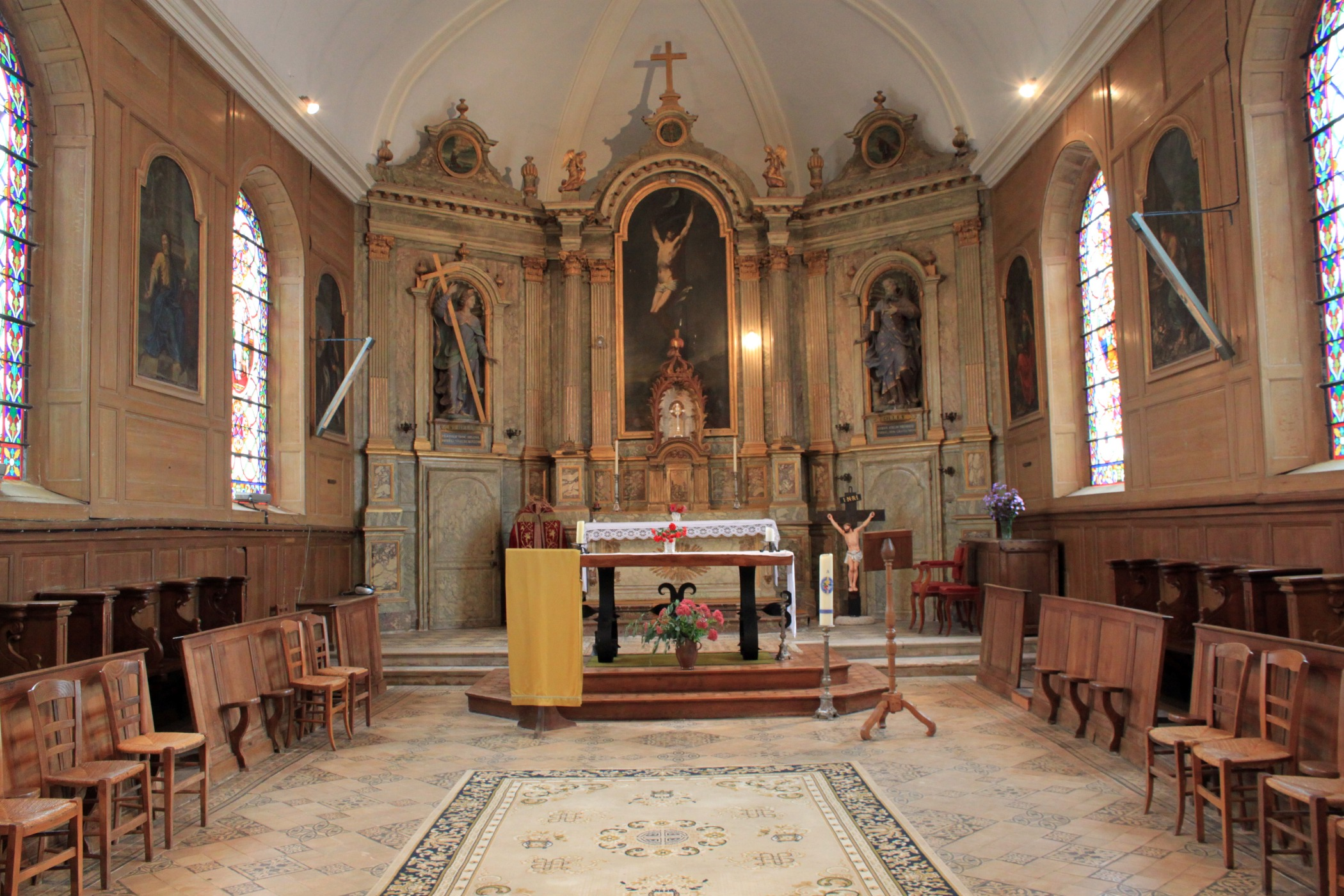
Chœur de l'église.

### Personnalités liées à la commune
- Pierre-Antoine Véron (1736-1770), astronome passé à la postérité pour avoir déterminé la largeur de l’océan Pacifique au cours de son tour du monde avec Bougainville. Son acte de baptême précise qu’il fut baptisé à la chapelle des Authieux-sur-Buchy[15].

## Pour approfondir